# 萨拉·伦纳
萨拉·伦纳（英語：Sara Renner，1976年4月10日—），加拿大女子越野滑雪运动员。她曾代表加拿大参加1998年、2002年、2006年和2010年冬季奥林匹克运动会越野滑雪比赛，其中2006年冬季奥运会获得一枚银牌。